# 范逸臣
范逸臣（1978年11月3日—），台灣創作歌手、演員。2002年出道，藉翻唱由音樂人阿怪填詞之電影《我的野蠻女友》主題曲〈I Believe〉先聲奪人成為了該年度詢問度最高的新人，其後也唱紅了〈放生〉、〈無樂不作〉、〈國境之南〉、〈Piano〉等歌曲。是台灣三金藝人。

## 生平
范逸臣出生於台東縣東河鄉泰源村，有阿美族背景。
2009年范逸臣與吉他手黃冠龍（阿龍Alex）合組「酷愛樂團」，並創立音樂製作公司「天堂鳥」，為酷愛樂團策劃及製作全新概念專輯《初生之犢》，2010年4月16日出版；二人以不自我設限的態度創作音樂，擅長創作陽光或抒情搖滾類的作品，積極推動搖滾樂在華語主流樂壇中的發展，並聯同幾位音樂好友合組「就是帥樂團」作現場（LIVE）演出。
范逸臣的音色高吭，清澈，明亮，因為歌聲溫柔能給人幸福有希望的感覺，所以出道時曾被冠以「情歌王子」、「幸福系歌手」等稱號；近年顛覆形象開拓搖滾路線並展現創作才華，成功轉型為「搖滾才子」，歌聲呈現澎湃而充滿力量的狂野特質。除了唱功出眾，他會彈吉他、作曲、作詞和擔任音樂製作人，他的創作包括《無樂不作》、《Rock Boys （页面存档备份，存于）》、《别回答 （页面存档备份，存于）》、《不能没有你》、《Don't Wanna》、《不說出的温柔》等。
范逸臣唱而優則演，在2008年因演出電影《海角七號》飾演男主角「阿嘉」再度紅遍台灣，《海角七號》是范逸臣拍攝的第一部電影，亦是魏德聖第一部導演的電影長片，該片在全台灣票房締造出5億3千萬以上的奇蹟，創下台灣電影史上最賣座的本土作品。傳媒報導當電影突破2千萬元時范逸臣便會裸泳，結果他於2008年9月18日中午，當電影即將破億的前夕，在墾丁海邊實踐諾言，掀起全台一陣熱烈的話題。這部電影在世界各地巡迴上映均引起熱烈迴響，更觸發墾丁恆春和台南的海角旅遊熱，劇中出現過的場景，例如劇中主角阿嘉的家、演唱會的沙灘、海邊酒店...等都變成了旅遊熱點。范逸臣在電影裡主唱的歌曲《國境之南》更獲得2008年第45屆金馬獎「最佳原創電影歌曲獎」。
2009年底，范逸臣不但演出《混混天團》，酷愛樂團更為電影作配樂，突破性的從台前做到幕後去結合音效及影像。范逸臣的酷愛樂團自成立後的短時間內創舉頻頻，包括結合古典和搖滾樂跨界演唱，以視覺系造型演出，2010年6月推出《搖滾東京—酷愛樂團樂紀事》的寫真集及電子書，並巡迴舉行演講會分享他們的勵志故事和音樂歷程，成為華語樂壇的耀眼新勢力。
2010年10月，范逸臣參與由國際巨星成龍監製、兩岸携手合作的時尚大片《分手達人》擔演男主角，與女主角「龍女郎」林鵬和「龍家族」的劉承俊合演，是一部有關戀愛之道的話題之作，2011年2月14日公映，電影上映前於各大影展中引起各國關注。

## 音樂

### 個人音樂專輯
| 專輯 # | 專輯資料                                                           | 類型       |
| ------ | ------------------------------------------------------------------ | ---------- |
| 1st    | 首張專輯《范逸臣》 - 發行日期：2002年8月31日 - 語言：國語          | 錄音室專輯 |
| 2nd    | 第二張專輯《信仰愛情》 - 發行日期：2003年4月29日 - 語言：國語      | 錄音室專輯 |
| 3rd    | 第三張專輯《愛情程式》 - 發行日期：2004年11月19日 - 語言：國語     | 錄音室專輯 |
| 4th    | 第四張專輯《不說出的溫柔》 - 發行日期：2006年5月5日 - 語言：國語   | 錄音室專輯 |
| 5th    | 第五張專輯《無樂不作》 - 發行日期：2008年7月25日 - 語言：國語      | 精選輯     |
| 6th    | 第六張專輯《搖滾吧，情歌！》 - 發行日期：2013年8月9日 - 語言：國語 | 錄音室專輯 |

### 樂團音樂專輯
- 2010《初生之犢》(2010/4/16 出版)[25]

### 影視原聲帶/主題曲
- 2002《我的野蠻女友》電影中文主題曲：《I Believe》
- 2003《戀香》電視原聲帶：《等到天晴離開你》
- 2003《地下鐵》電視原聲帶：《用心聽》
- 2004《紫藤戀》電視原聲帶：《誤會》
- 2004《天一生水》 電視原聲帶：《藏爱》
- 2004《革命Online》全球中文主題曲：《革命》
- 2005《惡男宅急電》 電視原聲帶：《惡男宅急電》、《再説》、《祝福》、《愛過了頭》
- 2006《夜半歌聲》 電視原聲帶：《回不到昨天》《相愛》《殉情》
- 2006《寶島少女成功記》電視原聲帶：《一直》
- 2007《星蘋果樂園》電視原聲帶：《不說出的温柔》、《Walk Away》、《最最愛》、《走開》
- 2007《又見一簾幽夢》電視原聲帶：《錯》、《相遇的魔咒 - 奔放版》
- 2008《海角七號》電影原聲帶：《Don't Wanna》、《無樂不作》、《國境之南》、《情書》、《野玫瑰》
- 2009《福氣又安康》電視原聲帶：《離開悲傷》、《革命》
- 2010《忠犬小八》電影中文主題曲：《無緣》
- 2010《混混天團》電影中文主題曲：《Rock All Night》
- 2011《无懈可击之高手如林》電視原聲帶：《別回答》、《黑白之間》
- 2013《暴走吧，女人》電視原聲帶：《心願》、《流浪》
- 2013《K歌·情人·夢》電視原聲帶：《我是誰》、《我的愛》、《Rock for Love》(英文版:feat:許慧欣)
- 2014《KANO》電影原聲帶：《勇者的浪漫》(與中孝介、Rake、舒米恩、羅美玲合唱)
- 2015《电商时代》電影原聲帶：《印記》
- 2016年《秀麗江山長歌行》電視劇主題曲〈秀麗江山〉
- 2017年《52 Hz I Love You》電影主題曲〈大世界小世界〉
- 2017年《识色，幸也》電影主題曲〈最近的距离，最远的旅行〉
- 2018年《功夫狂潮》電影主題曲〈功夫狂潮 Kung Fu Frenzy〉feat:FIR)
- 2019年《叱咤風雲》電影主題曲〈叱咤風雲〉feat:柯有倫
- 2023年《粽邪3：鬼門開》電影主題曲(范逸臣、任中強〈思念〉)
- 2024年《阿榮與阿玉》電視劇主題曲(范逸臣〈倘若痛的單位是海洋〉)

### 原創作品
- 2003
  - 《停不了》曲：范逸臣；詞：阿佛烈德王
- 2004
  - 《那你》曲：范逸臣；詞：阿怪
- 2005
  - 《惡男宅急電》曲：范逸臣；詞：John Lin
  - 《再説》曲：范逸臣；詞：阿怪
- 2006
  - 《原來你》曲：范逸臣；詞：錢俞安
  - 《不說出的溫柔》曲：范逸臣；詞：范逸臣、阿怪、何啟弘
  - 《最最愛》曲：范逸臣；詞：嚴云農
  - 《走開》曲：黃振鴻；詞：范逸臣
  - 《Walk Away》曲：林佴玉；詞：磐子、范逸臣
- 2008
  - 《無樂不作》曲：范逸臣；詞：嚴云農
  - 《許願》曲：范逸臣；詞：范逸臣、方裔如、鄭昭仁
  - 《Don't Wanna》曲：范逸臣；詞：宮尚義(Freddy)
- 2009
  - 《不能没有你》曲：范逸臣；詞：范逸臣
  - 《無緣》曲：范逸臣；詞：范逸臣
- 2010
  - 《Rock Boys》曲：范逸臣、黃冠龍；詞：范逸臣
  - 《Rock All Night》曲：黃冠龍；詞：范逸臣
  - 《别回答》曲：范逸臣、黃冠龍；詞：范逸臣
  - 《I Wonder Why》曲：范逸臣、黃冠龍；詞：范逸臣
- 2012
  - 《Any Other Side》(電影夜店詭談主題曲) 曲：范逸臣；詞：范逸臣
- 2013
  - 《什麼風把你吹來的》曲：范逸臣；詞：鄔裕康
  - 《無邊界》曲：Kara DioGuardi、Mitch Allan、Cathy Dennis；詞：范逸臣

### 合唱歌曲
- 《日安我的愛》是范逸臣出道不久和師姐張清芳合唱的歌曲，並在曾經在她的演唱會裏演出，范逸臣在2008年小巨蛋的演唱會邀請她擔任表演嘉賓。
- 《手牽手》是群星合唱抗SARS之歌。
- 《請跟我來》是范逸臣跟蘇芮合唱為張小燕主演的舞台劇「那遙遠的星球，一粒沙」合唱的插曲，收錄在蘇芮的《20年特別選》專輯內。
- 《有一道彩虹》由曾寶儀+施易男+卜學亮+林子良+路嘉怡+黃子佼+黃磊+殷悅Melody+張清芳+范逸臣+張小燕合唱的歌曲，收錄在《雨生歡喜城》(合輯)內。
- 《相愛》是電視劇《夜半歌声》插曲，由范逸臣+同恩合唱。
- 《誤會》是電視劇《紫滕戀》主題曲，由范逸臣+殷悅合唱。
- 《天使的翅膀》由許瑋倫的弟弟許志瑋與好友楊丞琳+賀軍翔+鄭元暢+林依晨+王心凌+黃嘉千+霍建華+陳宇凡+林韋君+施易男+范逸臣+楊謹華+品冠+小鬼+Ben等人合唱黃韻玲特別譜寫的歌曲。
- 《我們的天堂》由范逸臣+戴愛玲合唱，收錄在戴愛玲的《想你的距離》專輯內。
- 《黑白之間》是電視劇《無懈可擊之高手如林》插曲，由范逸臣+戚薇合唱。
- 《愛不孤單》是「守護不孤單-聽見照顧者」公益活動主題曲，由彭佳慧+蕭煌奇+范逸臣+林義傑+江宏傑合唱。
- 〈擊出關鍵!〉是2020年DAlKlN大專羽球超級盃主題曲&中華民國羽球協會官方指定歌曲,由馮秉軒+范逸臣合唱。
- 〈同一個氣息〉是2020年抗疫人員致敬的群星合唱歌曲。
- 〈一心〉是公益防疫的群星合唱歌曲。
- 〈對世界點頭〉是第二季全明星運動會群星合唱歌曲。
- 〈思念〉《粽邪3：鬼門開》電影主題曲，由范逸臣、任中強合唱。

### 【酷愛樂團】成員
- 主唱：范逸臣
- 吉他：黃冠龍

### 【就是帥樂團】成員
- 主唱：范逸臣
- 吉他：黃冠龍
- 貝斯：林宏宇/紅雨
- 鍵盤：何官錠
- 鼓手：張正宗

### 【MV 音樂錄影帶】
- 2003年 忘了愛 MV - 路嘉怡 演出
- 2014年 勇者的浪漫 -(中孝介、Rake、舒米恩、羅美玲演唱)
- 2020年 擊出關鍵! -馮秉軒 合唱

## 電視劇
- 2005《惡男宅急電》（Express Boy）電視劇 第17-19集 （飾 Jason）
- 2006《寶島少女成功記》電視劇 共70集 （飾 顏志賢）
- 2007《舞動台中》網絡劇 共11集 （飾 鮑嘉享 Henry）
- 2011《無懈可擊之高手如林》中國大陸電視劇 （飾 姜東）
- 2013《K歌·情人·夢》台灣音樂偶像劇 (飾 杜飛)
- 2013《愛閃亮》中國大陸電視劇 (飾 張可峰)
- 2017《春風十里，不如你》中國大陸電視劇 [26]
- 2023《八尺門的辯護人》影集 （飾 彭正民(Lekal)）
- 2024《蒼蠅歌手》台灣電視電影 （飾 歌手）
- 2025《以身相許》台灣電視劇（飾 ）
- 2025《大仙尪仔》台灣電視電影 （飾 ）
- 待播《客家人》中國大陸電視劇

## 舞台劇
- 2008《果陀劇場》《我要成名》
- 2020  、2021 、2022《全民大劇團》你好，我是接體員

## 電影

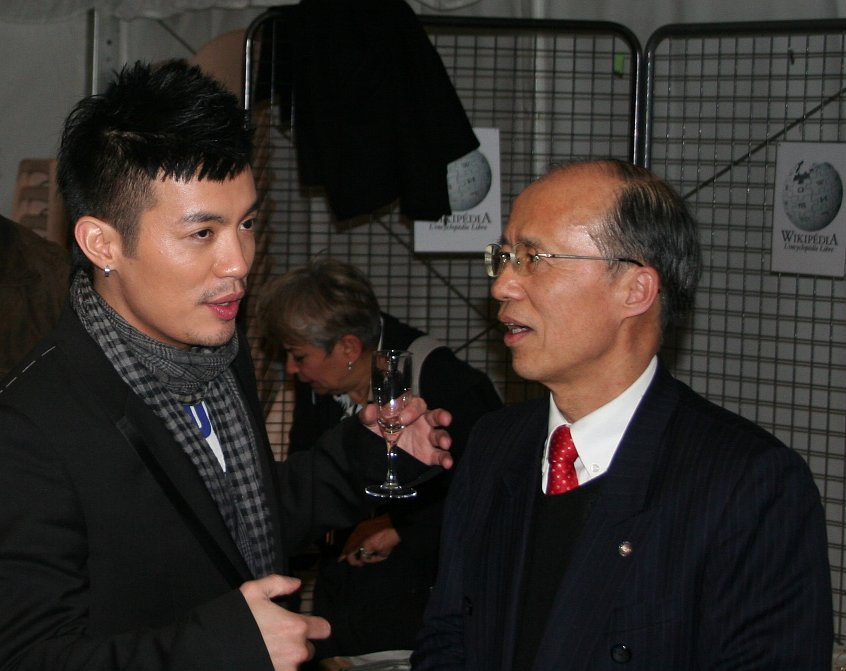
范逸臣在法國向呂慶龍代表（右）解說電影《海角七號》

- 2008《海角七號》（CAPE NO.7）(飾 阿嘉)(該片是范逸臣第一次拍攝電影並擔演男主角)
- 2009《愛到底》「三聲有幸」（飾 阿正）
- 2010《混混天團》(飾 阿海)
- 2011《天堂之吻》
- 2012《夜店詭談》
- 2012《三月情流感》(飾 劉絮)
- 2012《暴走吧，女人》
- 2012《稍安勿躁》(飾 大衛)
- 2013《粉红女郎·爱人快跑》粉红女郎電影版(飾 色房東)
- 2014《分手達人(飾 林子東)
- 2014《與賊同屋》(飾 冯年)
- 2014《还魂之迷失曼谷》
- 2015《我是奮青》
- 2015《电商时代》
- 2016《国酒》
- 2016《22個男人》(飾 袁廣清)
- 2016《我們的十年》(飾 杜浩)
- 2017《52 Hz I Love You》
- 2017《以愛為名》(飾 范逸臣)
- 2017《黑白照相館》
- 2017《識色，幸也》
- 2018《血色星期五》(電視電影)(飾 肖陽)
- 2019《搞怪奇妙夜》
- 2019《碟仙》
- 2021《叱吒風雲》(飾 李一飛)
- 2022《纹身》
- 2023《我最愛的笨男人》(飾 西屯阿全)
- 2023《BIG》(飾 大杉爸爸)
- 2025《突破：三千米的泳氣》(飾 )
- 2025－《臺灣三部曲首部曲：火焚之軀》
- 2026－《臺灣三部曲二部曲：鯨骨之海》
- 2027－《臺灣三部曲三部曲：應許之地》

## 書籍
- 2010《東京搖滾：酷愛樂團樂紀事》(2010年6月17日出版—日本旅遊書)
  - 凱特文化出版[27]
  - 人因科技全彩影音電子書 [28]

## 廣告代言
- 2008
  - Suzuki'NEX125機車代言人[29]
- 2009
  - 台北捷運「心文化運動」代言人[30]
- 2010
  - Tough Jeansmith[31]亞太區代言人[32]
  - 中華職棒年度代言人[33]
  - 墾丁「春浪音樂節」代言人[34]
  - 2010高雄購物美食節-活動代言人

#### 綜藝節目
| 年份 | 節目            | 備註   |
| ---- | --------------- | ------ |
| 2024 | 嗨！營業中第3季 | 小幫手 |

## 獎項紀錄
| 年份   | 典禮名稱           | 獎項             | 作品名稱                         | 結果 |
| ------ | ------------------ | ---------------- | -------------------------------- | ---- |
| 2003年 | 第14屆金曲獎       | 最佳新人獎       | 《范逸臣同名專輯》               | 提名 |
| 2008年 | 第45屆金馬獎       | 最佳原創電影歌曲 | 《國境之南》                     | 獲獎 |
| 2009年 | 第20屆金曲獎       | 最佳年度歌曲獎   | 國境之南／《海角七號電影原聲帶》 | 提名 |
| 2024年 | 第59屆金鐘獎       | 戲劇原創歌曲獎   | 鹹魚／《客家電影院─蒼蠅歌手》    | 提名 |
| 2024年 | 第29屆亞洲電視大獎 | 最佳男配角       | 《蒼蠅歌手》                     | 提名 |

- 2003年《I Believe》獲得百事年度風雲榜港台年度十大金曲獎[35]
- 2003年 同名專輯獲得《G-Music風雲榜白金音樂獎-五大新人金碟》[36]
- 2008年12月8日 獲得TVB8金曲榜「最佳唱作歌手」銅獎 [37]
- 2009年12月11日 獲得2009 Yahoo!奇摩搜尋人氣大獎【電影男演員】[38]
- 2010年3月28日 《海角七號》獲得2010年全球華語榜中榜暨亞洲影響力大典[39]「第14屆全球華語榜中榜 —(台灣)最佳電影男演員獎」[40][41]。

## 演出活動
- 2002年11月2日 范逸臣舉辦第一次歌迷演唱會【臣心誠逸~幸福演唱會】[42]。
- 2008年12月20日 在台北小巨蛋展開個人首場大型售票演唱會，名為『2008台灣大 范逸臣 無樂不作演唱會』，這是他出道七年當中第一次舉辦大型售票性質的個人演唱會活動。
- 2009年12月19日 河岸留言-西門紅樓展演館(【酷愛樂團】迷你演唱會)。
- 2010年4月25日【酷愛樂團】台北西門町首場簽唱會[43]
- 2010年5月9日 長榮交響樂團《春舞花燦頌馨意》母親節音樂會[44][45]
- 2010年6月12日 華山藝文中心的{傳}展演館演唱會 (范逸臣、黃冠龍【酷愛樂團】、戴愛玲合開演唱會)
- 2010年10月19日 台北小巨蛋「ROCK4風林火山」演唱會 (與歌壇前輩趙傳、黃大煒、搖滾東方同台演出) [46]
- 2010年軒尼詩《炫音之樂》Hennessy Artistry 中國巡迴演唱[47]，包括：
  - 5月14日：成都站。
  - 5月15日：西安站。
  - 5月28日：厦門站。
  - 5月29日：溫州站。
  - 11月12日：北京站。
  - 11月13日：武漢站。
- 2013年6月12日 新竹市立體育館【香飄萬粽 新竹傳情‧2013兩岸共慶端午大型綜藝晚會】

## 其他
- 曾經與陳紹誠投資位於台北市的《低調》DETAIL Lounge Bar及《門庭》日式居酒屋，2010年透露已退股《門庭》日式居酒屋。

## 外部連結
- 范逸臣的新浪微博
- 范逸臣Facebook
- 范逸臣的Instagram帳戶
- 范逸臣官方部落格 （页面存档备份，存于）
- 范逸臣新浪博客 （页面存档备份，存于）
- 范逸臣搜狐博客 （页面存档备份，存于）